# Lagos (DOC)
Pour les articles homonymes, voir Lagos (homonymie).
Le lagos est une appellation d'origine (DOC)  portugaise produite dans la terroir viticole de Lagos, qui comprend une partie des concelhos d'Aljezur, Vila do Bispo et  Lagos, autour du Cap Saint-Vincent en Algarve, dans le sud du pays.

## Type de vins
Les vins peuvent être rouge ou blanc. 

## Encépagement
Les cépages pour les rouges sont Castelão (Periquita), Trincadeira (Tinta amarela) et tinta negra mole, pour les bancs Arinto (Pedernã), Malvasia Fina et Síria (ou Roupeiro).